# Marathon van Brussel 2009
De marathon van Brussel 2009 vond plaats op zondag 4 oktober 2009. Het was de zesde editie van deze marathon.
De wedstrijd werd bij de mannen gewonnen door de Keniaan Abraham Potongole in 2:15.16. Op de finish had hij twee minuten en twintig seconden voorsprong op de Belg Rik Ceulemans. Bij de vrouwen won de Française Aimee Jacquet in 3:06.04.
In totaal namen een recordaantal van 2000 marathonlopers deel aan het evenement. Hiervan finishten er uiteindelijk 1569. Het evenement bestond uit vier onderdelen (marathon, halve marathon, 4 km mini marathon en Knack Weekend Ladies Run), hetgeen in totaal 8500 deelnemers trok.

## Uitslagen

### Marathon
Mannen
| rang   | naam              | land | tijd    |
| ------ | ----------------- | ---- | ------- |
| Goud   | Abraham Potongole | KEN  | 2:15.16 |
| Zilver | Rik Ceulemans     | BEL  | 2:17.36 |
| Brons  | William Suparimuk | KEN  | 2:18.36 |
| 4      | Joel Lokwiamuk    | KEN  | 2:20.52 |
| 5      | Gino Van Geyte    | BEL  | 2:21.19 |
| 6      | Gregory Faille    | BEL  | 2:21.19 |
| 7      | Eliud Kimaiyo     | KEN  | 2:26.56 |
| 8      | Vincent Ternet    | BEL  | 2:29.23 |
| 9      | Kris Moernout     | BEL  | 2:29.55 |
| 10     | Pascal Michiels   | BEL  | 2:35.09 |

Vrouwen
| rang   | naam               | land | tijd    |
| ------ | ------------------ | ---- | ------- |
| Goud   | Aimee Jacquet      | FRA  | 3:06.04 |
| Goud   | Virginie Soenen    | BEL  | 3:07.12 |
| Zilver | Kelly Willis       | BEL  | 3:13.13 |
| 4      | Gabriele Rizzi     | ITA  | 3:17.28 |
| 5      | Helene Depoorter   | BEL  | 3:17.40 |
| 6      | Valerie Broeckmans | BEL  | 3:23.07 |
| 7      | Anne Louette       | BEL  | 3:23.55 |
| 8      | Veronique Beurms   | BEL  | 3:25.47 |
| 9      | Rachel Jacq        | FRA  | 3:25.54 |
| 10     | Monika Piirimae    | EST  | 3:25.55 |

### Halve marathon
Mannen
| rang   | naam             | land | tijd    |
| ------ | ---------------- | ---- | ------- |
| Goud   | Guy Fays         | BEL  | 1:12.18 |
| Zilver | Francisco Veloso | BEL  | 1:12.25 |
| Brons  | Gaeton Guelton   | BEL  | 1:13.58 |

Vrouwen
| rang   | naam                | land | tijd    |
| ------ | ------------------- | ---- | ------- |
| Goud   | Catherine Lallemand | BEL  | 1:20.52 |
| Zilver | Sue Harrison        | GBR  | 1:23.26 |
| Brons  | Mirjam Bijlsma      | NED  | 1:25.19 |

2004 ·
2005 ·
2006 ·
2007 ·
2008 ·
2009 ·
2010 ·
2011 ·
2012 ·
2013 ·
2014 ·
2015 ·
2016 ·
2017 ·
2018 ·
2019 ·
2022 ·
2023 ·
2024 ·
2025